# Vărbovka
Vărbovka (bulgariska: Върбовка) är ett distrikt i Bulgarien.   Det ligger i kommunen Obsjtina Pavlikeni och regionen Veliko Tărnovo, i den centrala delen av landet, 160 km öster om huvudstaden Sofia.